# Ronald C. Read
Ronald Cedric Read (19 décembre 1924 – 7 janvier 2019) est un mathématicien britannique. Il a publié de nombreux livres et articles, principalement sur l'énumération des graphes, les isomorphismes de graphe, les polynômes chromatiques, et en particulier l'utilisation des ordinateurs dans la recherche théorique. Read a reçu son doctorat (1959) en théorie des graphes de l'Université de Londres. La plupart de son travail, pour la partie tardive, a été faite à l'Université de Waterloo, en Ontario.

## Biographie et carrière
Ronald Read sert dans la Marine Royale pendant la Seconde Guerre mondiale, puis est diplômé de l'Université de Cambridge avant de rejoindre l'Université des Indes occidentales en Jamaïque, étant le deuxième membre fondateur de son Département de mathématiques. En 1970, il part au Canada pour occuper un poste de professeur de mathématiques à l'Université de Waterloo.
Il s'intéresse en Jamaïque à l'exploration des grottes, et en 1957 il fonde le Caving Club de Jamaïque.
Musicien accompli, il joue de nombreux instruments, comme le violon, l'alto, le violoncelle, le piano, la guitare, le luth, et d'autres instruments anciens, qu'il a parfois construits lui-même. Il a des diplômes en théorie de la musique et en composition du Conservatoire Royal de Musique de Toronto, et compose quatre œuvres pour orchestre et plusieurs pièces pour petits ensembles.
Passionné par les jeux de ficelle, il invente la figure en forme d'anneaux olympiques.
Read est mort en janvier 2019 à l'âge de 94 ans.